# Штрек
Штрек (от нем. Strecke — маршрут) — горная выработка, не имеющая непосредственного выхода на земную поверхность, лежащая в горизонтальной плоскости и проходящая по простиранию рудного тела.

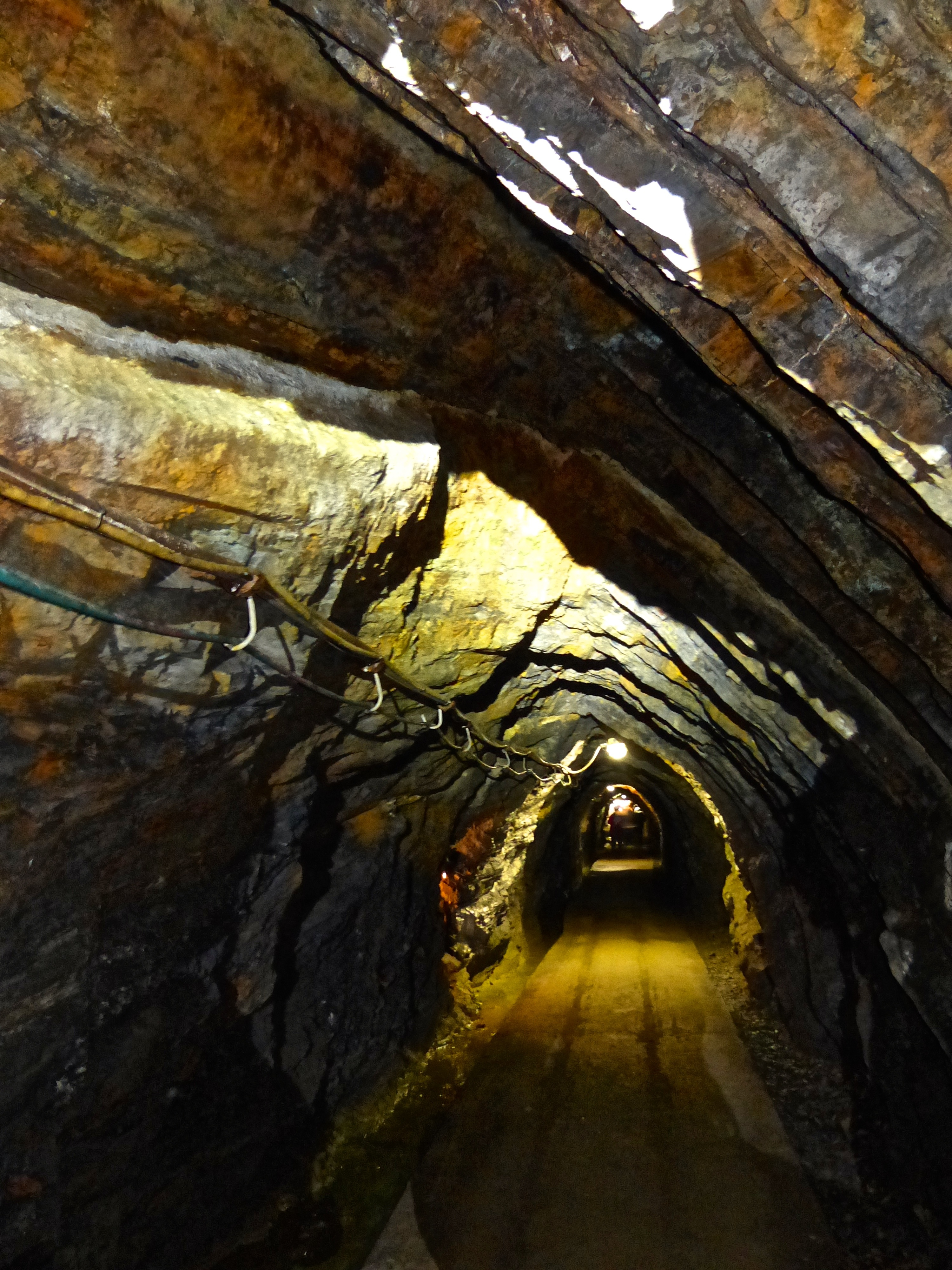
Штрек на медном руднике Оскар в Марсберге.

## Описание
Различают рудный, конвейерный, вентиляционный, доставочный, буровой и полевой штреки, рудные располагаются непосредственно в рудном теле, полевые проходят по пустой породе в непосредственной близости от рудного тела. Вентиляционный штрек служит для выдачи исходящей вентиляционной струи (отработанного воздуха). Конвейерный штрек предназначел для транспортировки полезного ископаемого конвейерными лентами, реже - скребковыми конвейерами. Доставочный штрек необходим для доставки матерала, оборудования и людей к месту ведения работ. Буровой штрек обеспечивает доступ буровых установок к бурению скважин для ведения очистной выемки.
При подземной разработке угольных месторождений, штрек — подземная горная выработка, пройденная в горизонтальной плоскости или с небольшим уклоном параллельно линии простирания пласта, не имеющая непосредственного выхода на поверхность, служащая для проветривания и транспорта. Различают полевой (пройденный по вмещающим породам), вентиляционный, конвейерный, основной, промежуточный, откаточный, параллельный, групповой штреки.